# 本多忠豐
本多忠豐（？—1545年10月25日）是日本戰國時代於三河國的武將。松平氏家臣。父親是本多助豐。

## 生平
生年不詳。以重臣身份仕於松平氏。天文14年（1545年），與攻擊三河安祥城的織田信秀戰鬥（第三次安祥合戰），在戰敗後，為了讓松平廣忠逃走，擔任殿軍並戰死。

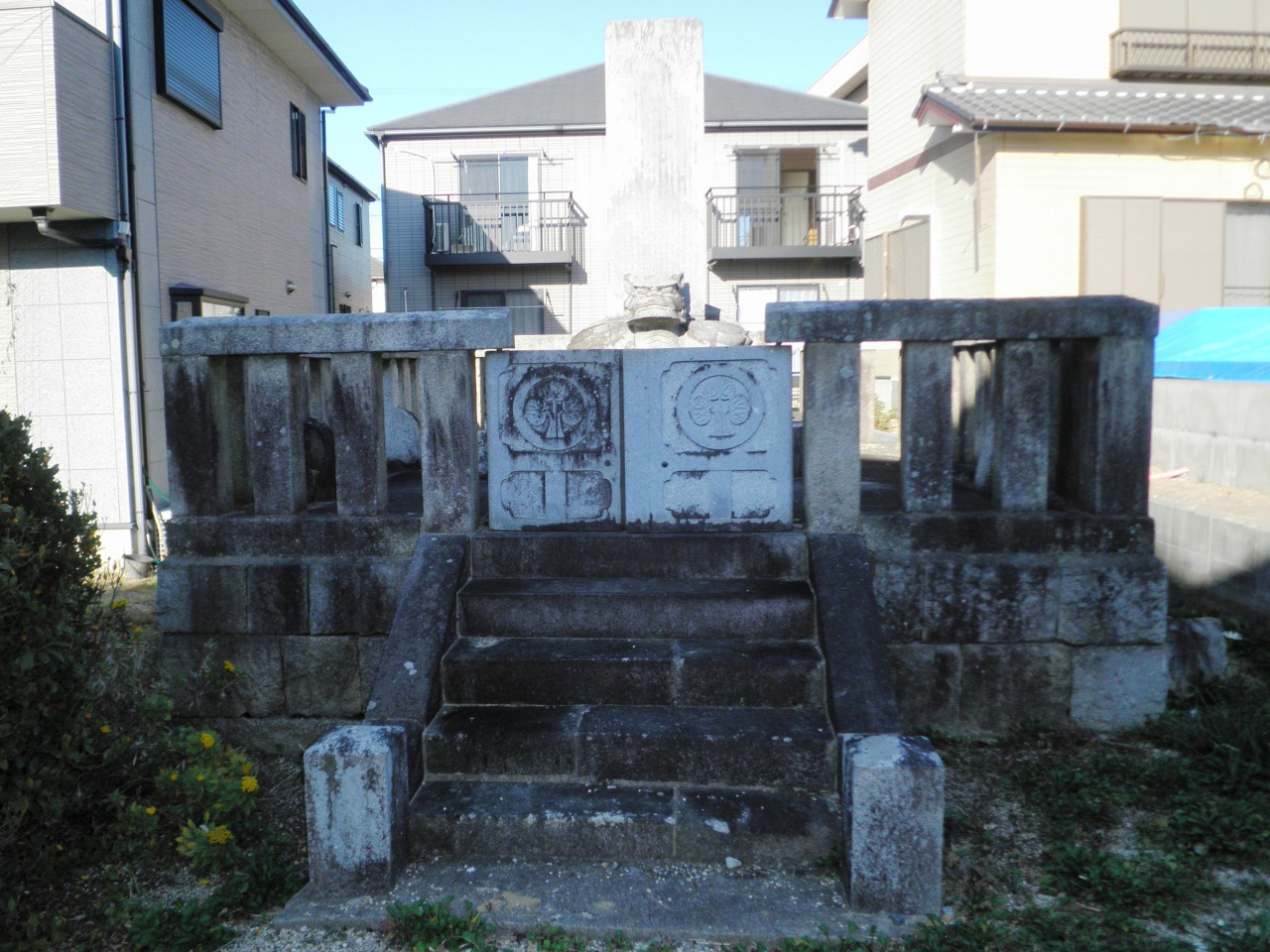
在戰死地建立的本多忠豐墓碑（愛知縣安城市）

當時的墓所不明，寬政6年（1794年），岡崎藩藩主本多忠顯在安城市內建立墓碑。

## 外部連結
- 武家家伝＿本多氏 （页面存档备份，存于）